# Acalypronotidae
Acalypronotidae är en familj av spindeldjur. Acalypronotidae ingår i ordningen kvalster, klassen spindeldjur, fylumet leddjur och riket djur.